# Mario Bunge
Mario Augusto Bunge (ur. 21 września 1919 w Buenos Aires, zm. 25 lutego 2020 w Montrealu) – argentyński filozof.

## Życiorys
Mario Bunge urodził się 21 września 1919 roku w Buenos Aires. Był synem lekarza i socjalistycznego deputowanego Augusta Bunge oraz Maríi Müser, niemieckiej pielęgniarki, która wyemigrowała do Argentyny przed rozpoczęciem I wojny światowej.
W latach 1956–1960 był profesorem fizyki teoretycznej na uniwersytecie w Buenos Aires, 1960–1966 profesorem różnych uniwersytetów w Stanach Zjednoczonych, Meksyku, krajach Ameryki Południowej i Europy Zachodniej. Od 1966 pracuje w Kanadzie, gdzie został profesorem logiki i metafizyki na Uniwersytecie McGill w Montrealu. W kręgu jego zainteresowań znajduje się filozofia nauki, ontologia, teoria poznania, filozofia umysłu i filozofia społeczna z punktu widzenia teorii systemów. Ponadto dokonał ogromnego dzieła aksjomatyzacji teorii fizycznej, zwłaszcza mechaniki kwantowej. Jest redaktorem serii wydawniczych „Library of Exact Philosophy” i „Episteme Library”. W swoich poglądach łączy materializm filozoficzny ze ścisłymi metodami wypracowanymi przez filozofię analityczną i zwalcza wszelkie formy subiektywizmu, spirytualizmu, pozytywizmu, mechanicyzmu i dialektyki. Do głównych jego prac należą: O przyczynowości (1959, wyd. pol. 1968), Intuition and Science (1962), Scientific Research (t. 1–2 1967), Philosophy of Physic (1973), Treatise on Basic Philosophy (t. 1–8 1974–1989), The Mind-Body Problem (1980), Scientific Materialism (1981), Philosophy of Psychology (1987, napisane wspólne z Rubenem Ardilą), Social Science under Debate. A Psychological Perspective (1999).